# فونكي أكينديلي
أكينديلي بيلو أولوفونكي أيوتوندي (بالإنجليزية: Akindele-Bello Olufunke Ayotunde)‏ (وتُعرف فنيا باسم فونكي أكينديلي أو جنيفا) هي مُمثلة ومُنتجة نيجيرية. لعبت فونكي دور البطولة في المسرحية الهزلية التي تحمل عُنوان «أحتاج إلى أن أعرف» في الفترة من 1998 إلى 2002، وفي عام 2009 فازت بجائزة الأكاديمية الأفريقية للأفلام لأفضل ممثلة في دور رئيسي. لعبت دور البطولة في برنامج «يوميات جنيفا»، وحصلت بفضل هذا الدور على جائزة أفضل ممثلة في فيلم كوميدي في حفل توزيع جوائز أفريقيا ماجيك للمشاهدين سنة 2016.

## طفولتها ومسارها الدراسي
ولدت أكينديلي في 24 أغسطس 1977، في مدينة إيكورودو في ولاية لاغوس في نيجيريا. فونكي هي الثانية من بين ثلاثة أطفال (فتاتان وصبي). والدة أكينديلي هي طبيبة بينما والدها هو مُدير مدرسة متقاعد. حصل فونكي على الدبلوم الوطني العادي في الاتصال الجماهيري من بوليتكنك ولاية أوغون، التي تُسمى حاليا باسم بوليتكنك مسعود أبيولا.

## الحياة الشخصية
في 26 مايو 2012، تزوجت أكينديلي من أديولا كيهيندي أولويدي. انفصل الزوجان في يوليو 2013 بسبب خلافات بينهما. تزوجت أكينديلي بعد ذلك من مُغني الراب النيجيري جي جي سي سكيلز في لندن في مايو 2016. كانت إشاعات حملها من بين أكثر المواضيع التي تم البحث عنها على محرك بحث غوغل في أغسطس 2017. أنجبت أكينديلي ولدين توأم في ديسمبر 2018.

## الجوائز والترشيحات
| السنة | حفل توزيع الجوائز                     | الجائزة                                  | العمل                     | النتيجة |
| ----- | ------------------------------------- | ---------------------------------------- | ------------------------- | ------- |
| 2009  | جوائز الأكاديمية الأفريقية للأفلام    | أفضل مُمثلة في دور رئيسي                  |                           | فوز     |
| 2009  | Nigeria Entertainment Awards          | أفضل مُمثلة                               | جنيفا                     | فوز     |
| 2010  | جوائز نوليوود للأفضل                  | أفضل مُمثلة في دور رئيسي باللغة اليوروبية | Oguni Aiku                | رُشِّح     |
| 2012  | Nigeria Entertainment Awards          | أفضل مُمثلة                               | Troj                      | فوز     |
| 2012  | جوائز أفلام نوليوود                   | أفضل مُمثلة                               | Emi Abata                 | فوز     |
| 2012  | جوائز نوليوود للأفضل                  | أفضل مُمثلة في دور رئيسي                  | Married but Living Single | رُشِّح     |
| 2012  | جوائز أكاديمية زولو للسينما الأفريقية | أفضل مُمثلة                               | مامي وفيلم عودة جنيفا     | فوز     |
| 2013  | جوائز أفلام نوليوود                   | أفضل مُمثلة                               | مامي                      | رُشِّح     |
| 2013  | جوائز أفلام نوليوود                   | أفضل مُمثلة                               | مامي                      | فوز     |
| 2014  | Nigeria Entertainment Awards          | أفضل مُمثلة                               | Agnetta O’Mpa             | فوز     |
| 2014  | جوائز أفريقيا ماجيك للمشاهدين         | أفضل مُمثلة في فيلم كوميدي                | The Return of Sheri Koko  | فوز     |
| 2014  | جوائز إيلوي                           | Brand Ambassador of the Year             | أومو                      | فوز     |
| 2016  | جوائز أفريقيا ماجيك للمشاهدين         | أفضل مُمثلة في دور كوميدي                 | Jenifa's Diary            | فوز     |
| 2016  | Nigeria Entertainment Awards          | أفضل مُمثلة في مُسلسل                      | Jenifa's Diary            | رُشِّح     |
| 2016  | Naija FM Awards                       | Sitcom Of The Year                       | Jenifa's Diary            | فوز     |
| 2016  | Naija FM Awards                       | أفضل مُمثلة في كوميديا                    | Jenifa's Diary            | فوز     |
| 2016  | Africa Entertainment Legend Awards    | أفضل مُمثلة في السنة                      |                           | فوز     |
| 2016  | Ghana Movies Awards                   | أفضل مُمثلة في تعاون أفريقي               | رحلة إلى جامايكا          | فوز     |
| 2017  | جوائز أفريقيا ماجيك للمشاهدين         | Best TV Series                           | Jenifa's Diary            | فوز     |
| 2017  | جوائز أفريقيا ماجيك للمشاهدين         | أفضل مُمثلة                               | Jenifa's Diary            | فوز     |
| 2017  | جوائز أفريقيا ماجيك للمشاهدين         | أفضل مُمثلة                               | A Trip to Jamaica         | رُشِّح     |
| 2017  | Nigeria Entertainment Awards          | أفضل مُمثلة                               | A Trip to Jamaica         | فوز     |
| 2020  | جوائز أفريقيا ماجيك للمشاهدين         | أفضل مُمثلة                               | Moms At War               | فوز     |

## المحاكمة
في أبريل 2020، ألقي القبض على أكينديلي ووجهت إليها المحكمة التهم بعد استضافتها حفلة عيد ميلاد زوجها في عز فترة الحجر الصحي في نيجيريا خلال تفشي جائحة فيروس كورونا 2019–20. ظهرت لاحقًا في فيديو تحسيسي للمركز النيجيري لمكافحة الأمراض حول التحسيس بخطورة فيروس كورونا. حُكم على المُمثلة وزوجها بالخدمة المُجتمعية لمُدة 14 يومًا بعد اعترافهما بخرق التدابير المُصاحبة للحجر الصحي.

## روابط خارجية
فونكي أكينديلي على موقع IMDb (الإنجليزية)
- فونكي أكينديلي على موقع ألو سيني (الفرنسية)
- فونكي أكينديلي على موقع قاعدة بيانات الفيلم (الإنجليزية)
- فونكي أكينديلي على موقع كينوبويسك (الروسية)